# Лични и социјални развој младих
Лични и социјални (друштвени) развој младих је најбитнији аспект живота младих особа. Младе особе у Републици Србији су особе од навршених 15 до навршених 30 година.

## Циљеви развоја
Младе особе у сврху свог развоја треба да: 
- доживе задовољство и успех,
- креирају активности, испоље и задовоље своја интересовања,
- изграде самопоуздање и самопоштовање,
- развију значајне односе са другима,
- управљају осећањима и конфликтом,
- развију комуникационе и социјалне вештине,
- разјасне своје личне ставове, вредности и уверења,
- развију свој идентитет и осећај независности,
- препознају, разумеју и поштују различитости,
- реагују на неравноправности,
- буду укључени у заједницу,
- стекну животне вештине и повећају могућности за запослење и
- развију поштовање према другима.

## Омладински рад
Омладински рад је планиран програм образовног карактера, креиран са сврхом пружања подршке младима у процесу осамостаљивања, тако што им омладински радник/ца помаже у личном и социјалном развоју како би постали активни чланови/це друштва и учесници/це у процесу доношења одлука. Идеје омладинског рада је креирање сигурног окружења и могућности за активно учешће младих на добровољној основи у процесу стицања вештина, компетенција и знања.
Централна тема омладинског рада је лични и социјални развој младих који је као сам термин прилично широк. Значење и шта оно конкретно подразумева односу на стицање вредности, развоја социјалних вештина и потенцијала младих мора бити константно прилагођавано. Културне, економске и политичке промене захтевају од омладинског/е радника/це да одговори са адекватним интервенцијама и планираним програмима, како би се омогућио лични и социјални развој младих у односу на њихове потребе и потребе заједнице.